# Vittorio Veneto (Schiff, 1969)
Die Vittorio Veneto (C550) war ein Flugdeckkreuzer, der von 1969 bis zur Indienststellung des leichten Flugzeugträgers Giuseppe Garibaldi im Jahr 1985 das Flaggschiff der italienischen Marina Militare war. Dieses von Navalmeccanica in Castellammare di Stabia bei Neapel gebaute Schiff war besonders für die U-Boot-Jagd und für Führungsaufgaben konzipiert. Das geplante Schwesterschiff Italia wurde aus finanziellen Gründen nicht gebaut. Die Vittorio Veneto wurde im Jahre 2006 außer Dienst gestellt.

## Geschichte
Bei der Vittorio Veneto handelte es sich um eine Weiterentwicklung Andrea-Doria-Klasse. Wegen des 48 Meter langen und 18,5 Meter breiten achteren Flugdecks mit darunterliegendem Hangar wurde das Schiff auch als Hubschrauberträger bezeichnet, obwohl es kein durchgehendes Flugdeck hat. Es konnte entweder sechs größere Hubschrauber vom Typ SH-3D Sea King einsetzen oder neun kleinere vom Typ AB 212 oder einen Mix aus beiden Modellen. Modernisierungsarbeiten an dem Schiff erfolgten zwischen 1980 und 1983.
Das nach dem 1940 in Dienst gestellten Schlachtschiff Vittorio Veneto zweite italienische Kriegsschiff, das nach der Ende Oktober 1918 ausgetragenen Schlacht von Vittorio Veneto benannt wurde, erhielt am 4. November 1969 in Triest seine von der Stadt Vittorio Veneto gestiftete Seekriegsflagge. Von April bis August 1970 unternahm es eine Ausbildungsfahrt im Atlantik und besuchte verschiedene nordamerikanische und europäische Häfen. Nach der Außerdienststellung des Kreuzers Giuseppe Garibaldi wurde die Vittorio Veneto 1971 neues Flaggschiff der Flotte. Als solches absolvierte sie von August bis Oktober 1972 mit zwei Fregatten der Bergamini-Klasse eine Ausbildungsfahrt nach Südamerika. Anfang 1973 leistete die Vittorio Veneto mit anderen italienischen Schiffen und Hubschraubern humanitäre Hilfe nach einer Überschwemmungskatastrophe in Tunesien. Vergleichbare Einsätze erfolgten nach Erdbeben im Friaul 1976 und in Irpinien 1980. Im Sommer 1979 operierte die Vittorio Veneto zusammen mit dem Kreuzer Andrea Doria und dem Versorger Stromboli im Rahmen der 8º Gruppo navale im Südchinesischen Meer, wo sie knapp 1.000 sogenannte Boatpeople retteten. 1984 unterstützte sie ein italienisches Truppenkontingent in Beirut. 1985 beschattete sie das entführte Kreuzfahrtschiff Achille Lauro und diente in diesem Zusammenhang als Plattform zur Vorbereitung eines geplanten Einsatzes von Spezialkräften. Es folgten mehrere Manöver, auch vor dem Hintergrund der Libyen-Krise 1986.
Nachdem sie die Rolle des Flaggschiffs abgegeben hatte, führte die Vittorio Veneto Ende 1992, Anfang 1993 einen Einsatzverband (24º Gruppo navale) im Rahmen der Unified Task Force nach Somalia. Danach führte sie von April bis September 1993 den NATO-Einsatzverband STANAVFORMED in der Operation Maritime Guard in der Adria. 1997 führte sie während der Operation Alba den Einsatzverband 28º Gruppo navale vor der Küste Albaniens, wo sie am 22. April vor Vlora auf Grund lief, dann aber freigeschleppt werden konnte.
In ihren letzten Dienstjahren wurde die Vittorio Veneto auch als Schulschiff für angehende Unteroffiziere mit Portepee eingesetzt. 2003 schied es aus dem aktiven Dienst aus und wurde der Reserve zugeteilt. Die offizielle Außerdienststellung erfolgte am 29. Juni 2006 in Tarent. Seither gab es verschiedene Versuche, aus der Vittorio Veneto ein Museumsschiff zu machen. Da die Marine als Eignerin für eine solche Nutzung hohe Anforderungen stellt, diese aber von verschiedenen Interessenten nicht erfüllt werden konnten, verblieb die Vittorio Veneto bis Juni 2021 im Mar Piccolo von Tarent in einem zunehmend schlechten Zustand. Sie wurde schließlich zum Abbruch an eine türkische Werft verkauft.
Nachfolger des Flugdeckkreuzers Vittorio Veneto wurde 2009 der Leichte Flugzeugträger Cavour.